# Sot del Fuster
El Sot del Fuster és un espai fluvial format bàsicament per una plana d'inundació situada al marge esquerre del riu Segre, als termes municipals de Vilanova de la Barca (la major part), Menàrguens i Torrelameu. L'espai, de 16,12 Ha, inclou un tram del riu Segre, que presenta en aquesta zona codolars i diverses illes fluvials, així com la plana al·luvial adjacent, situada al marge esquerre del riu, fins a la séquia de Fontanet, que constitueix el límit oriental.
Conserva una interessant vegetació de ribera i extensos canyissars i herbassars humits. El Segre constitueix una important ruta migratòria per a la fauna ornítica. Això fa que aquest espai sigui també un lloc de parada i repòs per a molts ocells migrants, tant forestals com d'aiguamoll. Pel que fa a la vegetació, destaquen les alberedes i salzedes, que formen un extens bosc de ribera, especialment al sector sud. Les espècies dominants són el salze blanc (Salix alba), els àlbers (Populus alba) i els pollancres (Populus nigra), però hi apareixen també verns (Alnus glutinosa), oms (Ulmus minor), diverses espècies de salzes, alguns tamarius, etc. També ocupen grans extensions, a la meitat septentrional, els canyissars i els bogars, entre els quals queda alguna làmina d'aigua lliure en alguns punts.
Segons la cartografia dels hàbitats, en aquesta zona humida apareixen els següents hàbitats d'interès comunitari:
- 3260 Rius de terra baixa i de la muntanya mitjana amb vegetació submersa o parcialment flotant (Ranunculion fluitantis i Callitricho-Batrachion)
- 3270 Rius amb vores llotoses colonitzades per herbassars nitròfils del Chenopodion rubri (p.p.) i del Bidention (p.p.)
- 3280 Rius mediterranis permanents, amb gespes nitròfiles del Paspalo-Agrostidion orlades d'àlbers i salzes
- 92A0 Alberedes, salzedes i altres boscos de ribera

Pel que fa als ocells, s'hi troba arpella (Circus aeruginosus), ànec collverd (Anas platyrhynchos), bernat pescaire (Ardea cinerea), agró roig (Ardea purpurea), martinet menut (Ixobrychus minutus), esplugabous (Bubulcus ibis), martinet blanc (Egretta garcetta), cigonya (Ciconia ciconia), blauet (Alcedo atthis), rossinyol (Luscinia megarhynchos), rossinyol bord (Cettia cetti), oriol (Oriolus oriolus), teixidor (Remiz pendulinus), etc.
No es detecten impactes significatius que estiguin afectant l'espai, tret de possibles captacions excessives i processos d'eutrofització o contaminació d'aigües, pels usos agraris predominants a l'entorn. Al sector sud hi ha alguns abocaments de deixalles.
La Fundació Territori i Paisatge és propietària d'una part d'aquest espai (4,79 Ha) i el gestiona des de l'any 1999. Hi ha creat un itinerari senyalitzat i alguns equipaments (aparcament amb senyalització). L'espai també és utilitzat pel Grup Català d'Anellament com a estació d'anellament.
El Sot del Fuster forma part de l'espai de la Xarxa Natura 2000 ES5130014 "Aiguabarreig Segre-Noguera Pallaresa". Part d'aquesta zona humida va ser declarada Refugi de Fauna Salvatge, segons l'Ordre MAH/429/2004 (DOGC 4274, de
3/12/2004).